# 八木宏幸

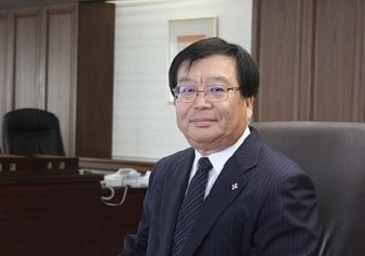
2018年6月撮影

八木 宏幸（やぎ ひろあき、1956年6月9日 - ）は、日本の検察官、弁護士。東京地方検察庁特捜部長、東京地方検察庁検事正、次長検事、東京高等検察庁検事長等を経て、国際人材協力機構理事長。

## 人物・経歴
大阪府出身。1979年中央大学法学部卒業。1981年大阪地方検察庁検事。東京地方検察庁特別捜査部副部長等を経て、2007年東京地方検察庁特別捜査部長。福井地方検察庁検事正、最高検察庁公安部長、最高検察庁刑事部長を経て、2015年東京地方検察庁検事正。2016年次長検事。2018年東京高等検察庁検事長。性格は温厚。2019年退官、弁護士法人弘中総合法律事務所弁護士、公益財団法人国際研修協力機構（現国際人材協力機構）理事長。2020年日清紡ホールディングス株式会社取締役、法務省検察官適格審査会予備委員。